# موريس هالبرين
موريس هالبرين (بالإنجليزية: Maurice Halperin)‏ هو دبلوماسي أمريكي، ولد في 3 مارس 1906، وتوفي في 9 فبراير 1995 في فانكوفر في كندا.